# Prótesis craneofacial
Las prótesis craneofaciales son prótesis fabricadas por personas especializadas en anaplastología o prostodoncia maxilofacial, que ayudan médicamente a rehabilitar a personas con defectos faciales causados por enfermedades (sobre todo formas avanzadas de cáncer de piel y cáncer de cabeza y cuello), traumatismos (traumatismo del oído externo, traumatismo ocular) o defectos congénitos (microtia, anoftalmia). Pueden sustituir casi cualquier parte de la cara, pero lo más frecuente es la oreja, la nariz o el ojo/párpados. Las prótesis oculares y las prótesis capilares también pueden clasificarse como prótesis craneofaciales. Las prótesis se mantienen en su sitio mediante adhesivos secantes biocompatibles, implantes osteointegrados, imanes u otros medios mecánicos (aunque poco frecuentes), como gafas o correas. Las prótesis se diseñan para que sean lo más parecidas posible a la anatomía natural de cada individuo. Su finalidad es cubrir, proteger y disimular desfiguraciones o subdesarrollos faciales.
Cuando la reconstrucción quirúrgica no es la ideal, se prefieren las prótesis craneofaciales para restaurar mejor la forma y la función del rasgo facial ausente. Las prótesis craneofaciales no se consideran únicamente cosméticas porque sustituyen la forma física y la mecánica funcional de la anatomía ausente y desempeñan un papel importante en la estabilidad emocional y la rehabilitación de las personas con defectos faciales.